# MAN NMT 222
Le MAN NMT 222 est un trolleybus construit par Hess, avec la coopération de MAN et Kiepe pour équiper la ligne 6 de trolleybus de Lyon.

## Histoire
Afin de remplacer les Vetra-Berliet VBH 85 vieillissants du réseau lyonnais, sept miditrolleybus sont commandés pour les remplacer. Ces véhicules sont construits par Hess (carrosserie de type Eurotrolley raccourcie) avec une base de MAN NM 222 et une motorisation électrique de Kiepe Elektrik.

## Caractéristiques techniques

### Série 1711 à 1717 (1999)
- Moteur : asynchrone triphasé (185 kW de puissance unihoraire) - Kiepe Elektrik
- Alimentation : par lignes aériennes de contact
- Carrosserie : en aluminium
- Portes : 2 portes pneumatiques
- Hauteur du plancher : 0,340 m
- Largeur : 2,400 m
- Hauteur : 3,200 m
- Empattement : 4,8 m
- Place assises/Total : 27 places assises pour 60 places au total
- Poids total à vide : 10,44 t
- Accessibilité : plancher bas intégral et rampe électrique

Contrairement à certains trolleybus, le NMT 222 ne possède pas de moteur diesel d'appoint.

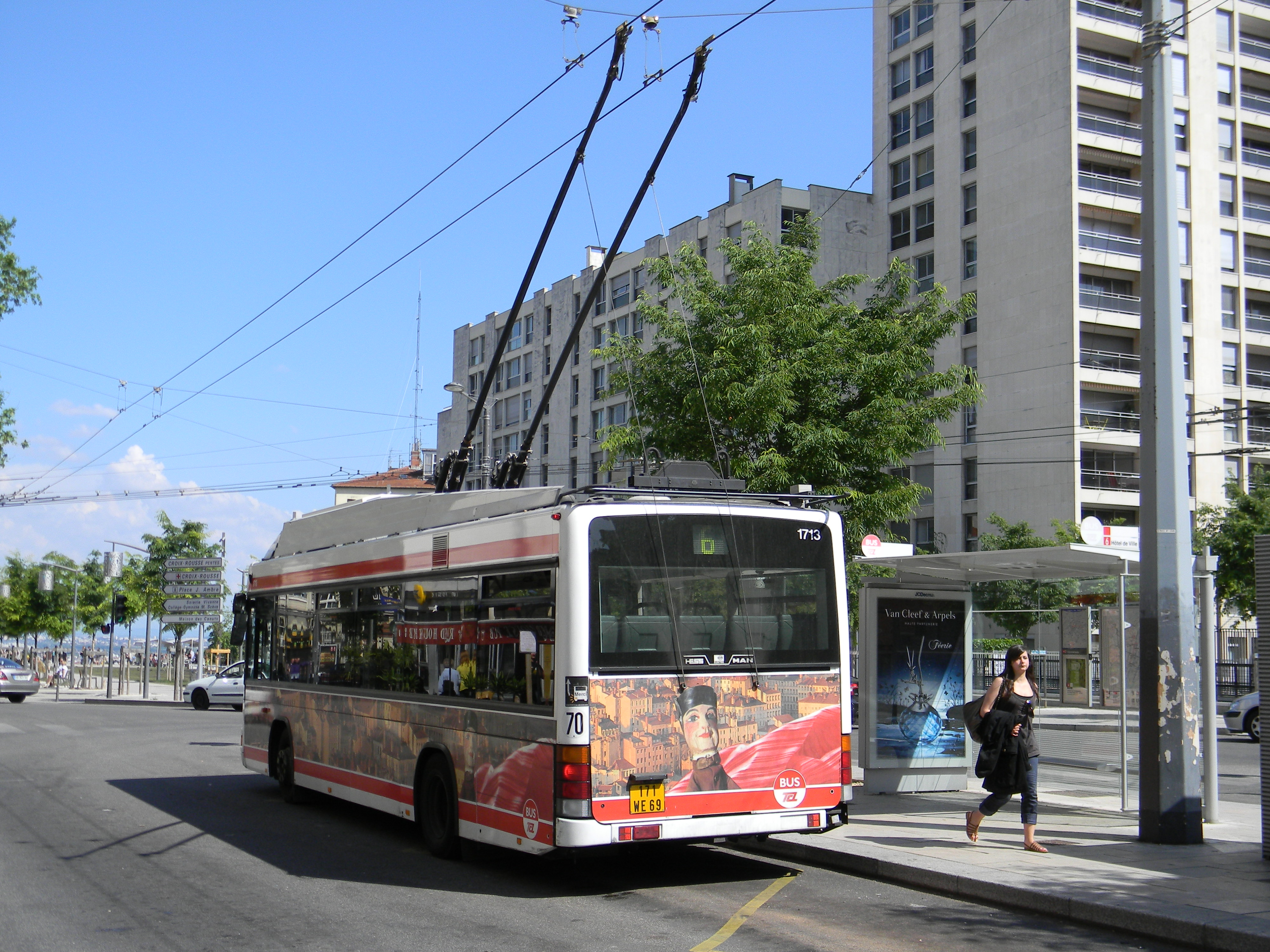
MAN NMT 222 de la ligne S6 de trolleybus de Lyon, quartier Croix-Rousse.
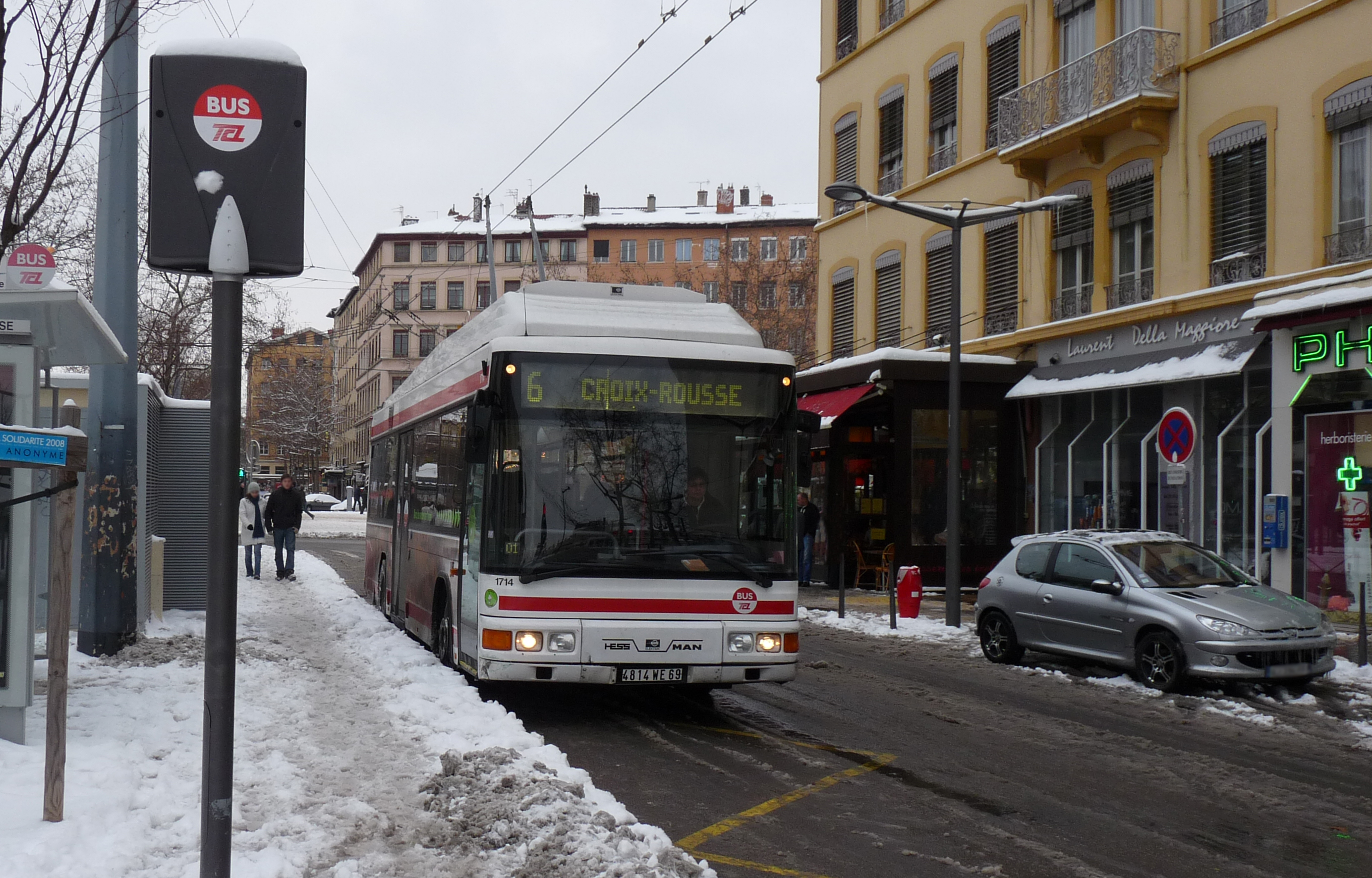
MAN NMT 222 en hiver.

## Exploitation
| Pays   | Ville | Exploitant | Numéros de parc | Quantité | Années de livraison | Retrait          | Observations - Particularités  |
| ------ | ----- | ---------- | --------------- | -------- | ------------------- | ---------------- | ------------------------------ |
| France | Lyon  | TCL        | 1711 à 1717     | 7        | 1999-2000           | Réformé en 2024, | Ligne S6 de trolleybus de Lyon |